# Flying High (chanson)
Pour les articles homonymes, voir Flying High.
Singles de Captain Hollywood Project
Impossible
(1993) Find Another Way
(1995)
Flying High est un des titres eurodance de Captain Hollywood Project sorti à la fin de 1994, ce titre connaît un grand succès surtout sur les pistes de danse. Depuis le début de l'existence du groupe, le groupe s'est orienté plus à la trance et la techno, ce qui donne à la fois le rythme beaucoup plus soutenu dans ce morceau et avec un chant rap beaucoup plus calibré.
La formation menée par Tony Dawson-Harrison connaît aussi un autre changement en qui concerne la voix féminine, Nina Gerhard qui était la voix au tout début de la formation est remplacée par Petra Speigal.
Ce single est aussi extrait du deuxième album du groupe qui s'intitule Animals Or Human sorti l'année suivante.

## Classements
| Pays                | Meilleure position | nombre de semaines |
| ------------------- | ------------------ | ------------------ |
| Allemagne           | 18                 | 17                 |
| Autriche            | 10                 | 14                 |
| Belgique (Flandre)  | 13                 | 13                 |
| Belgique (Wallonie) | 19                 | 4                  |
| France              | 40                 | 2                  |
| Norvège             | 12                 | 8                  |
| Pays-Bas            | 6                  | 9                  |
| Suède               | 7                  | 14                 |
| Suisse              | 15                 | 16                 |